# Opalowanka
Opalowanka – część wsi Połowce w Polsce położona w województwie podlaskim, w powiecie hajnowskim, w gminie Czeremcha.
W latach 1975–1998 miejscowość administracyjnie należała do województwa białostockiego.